# Hans Glinz
Hans Glinz (Rheinfelden, Suiza, 1 de diciembre de 1913 - Wädenswil, 23 de octubre de 2008), lingüista y germanista suizo. 

## Biografía
Después de estudiar en Zúrich, Glinz ejerció la docencia en Essen-Kettwig (1957–1965) y en la RWTH Aachen (1965–1978). Fue además miembro del Consejo Científico del Institut für Deutsche Sprache (IdS) en Mannheim (1965–1978 y 1984–1997) y presidió la Comisión de Reforma Ortográfica (1970–1978). 
Sus principales áreas académicas fueron la teoría lingüística y la didáctica del idioma. A su vez, la obra de Glinz se destaca por su determinación de elaborar una gramática del alemán autónoma, por separado de la tradicional escuela de gramática orientada al latín.

## Obras
- Die innere Form des Deutschen. Eine neue deutsche Grammatik. 4. Auflage. Francke Verlag, Bern und München 1965 (1. Auflage 1952).
- Der Deutsche Satz. 6. Auflage. Pädagogischer Verlag Schwann, Düsseldorf 1970 (1. Auflage 1957).
- Ansätze zu einer Sprachtheorie. Pädagogischer Verlag Schwann, Düsseldorf 1966.
- Deutsche Syntax. 3. Auflage. Metzler Verlag, Stuttgart 1970 (1. Auflage 1965).
- Linguistische Grundbegriffe und Methodenüberblick. 3. Auflage. Athenäum Verlag, Frankfurt 1971 (1. Auflage 1970).
- Grammatiken im Vergleich: Deutsch - Französisch - Englisch - Latein; Formen - Bedeutungen - Verstehen. Max Niemeyer Verlag, Tübingen 1994, ISBN 3-484-31136-3.
- Languages and Their Use in Our Life as Human Beings: A Theory of Speech and Language on a Saussurean Basis. Nodus Verlag, Münster 2002, ISBN 3-89323-289-3.